# Седеньо, Мэтт
Мэтт Седеньо (англ. Matt Cedeño, род. 14 ноября 1973, Мозес-Лейк) — американская модель и актёр мыльных опер.
Седеньо родился в Мозес-Лейке, штат Вашингтон и свою карьеру начал в качестве фотомодели, прежде чем в 1999 году присоединился к дневной мыльной опере NBC «Дни нашей жизни» в роли Брэндона Уокера. Он снимался в шоу на протяжении шести лет и трижды номинировался на премию ALMA как лучший актёр дневного эфира. С тех пор он появился в сериалах «C.S.I.: Место преступления Майами», «В Филадельфии всегда солнечно», «Отчаянные домохозяйки» и «Менталист», а в 2013 году получил первую регулярную роль в прайм-тайм, в сериале Lifetime «Коварные горничные».

## Фильмография

### Фильмы
| Год  | Название на русском   | Название на английском  | Роль                      | Примечания             |
| ---- | --------------------- | ----------------------- | ------------------------- | ---------------------- |
| 1999 | Короли рока           | The Suburbans           | Тито                      |                        |
| 2000 | 28 дней               | 28 Days                 | Боб Рамирес               | Не указан в титрах     |
| 2000 | Цена славы            | Price of Glory          | Артуро Ортега в молодости |                        |
| 2000 | Дни невинности        | Days of Innocence       | Майкл Морена              | Не указан в титрах     |
| 2002 | Вы серийный убийца    | Are You a Serial Killer | Рик                       | Короткометражный фильм |
| 2006 | Затерянный город      | Hoboken Hollow          | Автостопщик               |                        |
| 2006 | Любовь в стиле сальса | Hot Tamale              | Сезар Лопес               |                        |
| 2010 | Бэйби                 | Baby                    | Ник                       | Короткометражный фильм |
| 2012 | K-11                  | K-11                    | Сержант                   |                        |
| 2012 | Донор спермы          | Sperm Donor             | Джексон                   | Короткометражный фильм |

### Телевидение
| Год         | Название на русском               | Название на английском            | Роль             | Примечания |
| ----------- | --------------------------------- | --------------------------------- | ---------------- | --- |
| 1997        | Жизнь с Роджером                  | Life with Roger                   | Кайл             | Эпизод: «The Boxer Rebellion» |
| 1997        | Парень познаёт мир                | Boy Meets World                   | Серхио           | Эпизод: «Last Tango in Philly» |
| 1999—2005   | Дни нашей жизни                   | Days of Our Lives                 | Брэндон Уокер    | Дневная мыльная опера, регулярная роль с 8 июня 1999 по 22 февраля 2005 Номинация — ALMA Award за лучшую мужскую роль в дневной драме (2000—2002) |
| 2005        | C.S.I.: Место преступления Майами | CSI: Miami                        | Гэри             | Эпизод: «10-7» |
| 2005        | Роман с невестой                  | Romancing the Bride               | Карлос           | Телефильм |
| 2006        | Половинка и половинка             | Half & Half                       | Франко           | Эпизод: «The Big My Funny Valentine Episode» |
| 2006        | Шоу 70-х                          | That '70s Show                    | Индиан           | Эпизод: «We Will Rock You» |
| 2006        | Война в доме                      | The War at Home                   | Полицейский      | Эпизод: «Love Is Blind» |
| 2007        | В Филадельфии всегда солнечно     | It’s Always Sunny in Philadelphia | Рико             | Эпизод: «The Gang Gets Whacked: Part 1» |
| 2008        | Ясновидец                         | Psych                             | Хорхе Гама-Лобо  | Эпизод: «Lights, Camera… Homicidio» |
| 2009        | Отчаянные домохозяйки             | Desperate Housewives              | Умберто          | Эпизод: «The Best Thing That Ever Could Have Happened»                                                                                            |
| 2009        | Братья                            | Brothers                          | Хесус            | Эпизод: «Mike’s Comeback» |
| 2009        | Менталист                         | The Mentalist                     | Нарсиско Рюбреро | Эпизод: «Throwing Fire» |
| 2011        | Мелисса и Джоуи                   | Melissa & Joey                    | Густаво          | Эпизод: «Joe Versus the Reunion» |
| 2012        | Общее право                       | Common Law                        | Танго Филл       | Эпизод: «Soul Mates» |
| 2012        | Смертельное правосудие            | Retribution                       | Рэй Мартинес     | Телефильм |
| 2013        | Управление гневом                 | Anger Management                  | Гонсало          | Эпизод: «Charlie’s Dad Breaks Bad» |
| 2013 — 2014 | Коварные горничные                | Devious Maids                     | Алехандро Рубио  | 13 эпизодов |
| 2015 — 2016 | Нация Z                           | Z Nation                          | Васкес           | 16 эпизодов |
| 2016        | Первородные                       | The Originals                     | Гаспар Кортез    | Эпизод: «An Old Friend Calls» |